# Жорноклей, Павел Евтихиевич
Павел Евтихеевич Жорнокле́й (1914 — ?) — советский зоотехник-селекционер.

## Биография
Родился 15 (28 августа) 1914 года в селе Белополье (ныне Казатинский район, Винницкая область, Украина).
Окончил Казатинский агрозоотехнический техникум (1931), а позже — заочное отделение сельскохозяйственного вуза.
В 1932—1934 годах работал в Западно-Казахстанской области в совхозе «Шилик», в 1934—1941 годах — старший зоотехник совхоза «Анкатинский», в 1941—1942 годах — на опытной станции животноводства в Западно-Казахстанской области.
В 1942—1943 годах — участник Великой Отечественной войны (комиссован по болезни).
1943—1946 годах — зоотехник племенного совхоза «Сальск» (Ростовская область), в 1946—1955 годах — директор племенного совхоза «Броды» в Октябрьском районе (Оренбургская область), в 1955—1957 годах — заместитель начальника управления совхозов Оренбургской области, в 1957—1960 годах— директор совхоза «Рубежинский» Тёпловского района Оренбургской области, с 1960 года — заведующий лабораторией ВНИИ мясного скотоводства (Оренбург).
В 1974 г. защитил кандидатскую диссертацию:
- Герефордский скот СССР и пути его совершенствования : диссертация … кандидата сельскохозяйственных наук : 06.02.01. — Оренбург, 1974. — 188 с. : ил.

## Награды и премии
- Сталинская премия первой степени (1951) — за выведение новой породы крупного рогатого скота «Казахская белоголовая».[2]